# Pseudochirops albertisii
Pseudochirops albertisii är en pungdjursart som först beskrevs av Peters 1874. Pseudochirops albertisii ingår i släktet Pseudochirops och familjen ringsvanspungråttor. IUCN kategoriserar arten globalt som nära hotad.
Artepitet i det vetenskapliga namnet hedrar den italienska naturforskaren Luigi Maria d'Albertis.
Pungdjuret förekommer vid flera från varandra skilda ställen på norra och västra Nya Guinea. Arten vistas där i bergstrakter som är 1000 till 1900 meter höga. Regionen är främst täckt av tropisk regnskog. Honor föder en unge per kull men har troligen flera kullar per år.

## Underarter
Arten delas in i följande underarter:
- P. a. albertisii
- P. a. insularis
- P. a. schultzei